# Prowincja Mantua
Mantua (wł. Mantova, ofic. Provincia di Mantova) – prowincja we Włoszech. 
Nadrzędną jednostką podziału administracyjnego jest region (tu: Lombardia), a podrzędną jest gmina.
Liczba gmin w prowincji: 70.